# Đường tỉnh 433
Đường tỉnh 433 hay tỉnh lộ 433, viết tắt ĐT433 hay TL433, là đường tỉnh ở huyện Đà Bắc, tỉnh Hòa Bình, Việt Nam.
Đường tỉnh 433 bắt đầu từ phường Thịnh Lang, thành phố Hòa Bình nối vào đường tỉnh 317. 20°50′33″B 105°20′40″Đ / 20,8425°B 105,34444°Đ
Đường đi hướng tây bắc tới thị trấn Đà Bắc và đi tiếp đến rìa tây bắc của huyện.
Đến xã Mường Bang, huyện Phù Yên, tỉnh Sơn La đường nối vào đường tỉnh 114.21°8′20″B 104°46′45″Đ / 21,13889°B 104,77917°Đ